# La Concepción (Nikaragua)
La Concepción – miasto w Nikaragui, w departamencie Masaya.